# Аболихин, Алексей Тимофеевич
Алексе́й Тимофе́евич Аболи́хин (30 марта 1918, д. Дмитровское, Новинская волость, Тверской уезд, Тверская губерния,  Советская Россия  — 28 марта 1945,  	окрестности г.  Цехден, Германия) — Герой Советского Союза (1945), участник Великой Отечественной войны, старший лейтенант, член КПСС.

## Довоенная биография
Алексей Тимофеевич Аболихин родился 30 марта 1918 года в деревне Дмитровское ныне Калининского района Тверской области.
Окончив начальную школу, работал столяром на Калининском вагоностроительном заводе.

## Участие в Великой Отечественной войне
В ряды РККА Алексея Тимофеевича Аболихина призвали в июле 1941 года.
Окончив курсы младших лейтенантов, Алексей Тимофеевич Аболихин попал на фронт в 1942 году.
Во время Курской битвы взвод под командованием младшего лейтенанта Алексея Тимофеевича Аболихина на участке своего полка соорудил несколько километров инженерных заграждений и установил более 14.000 противопехотных и противотанковых мин.
15 января 1945 года при прорыве обороны гитлеровцев северо-западнее Варшавы сапёрный взвод 487-го стрелкового полка под командованием старшего лейтенанта Алексея Тимофеевича Аболихина проделал проходы в минных полях противника для стрелковых подразделений.
Позже Алексей Тимофеевич Аболихин участвовал в захвате плацдарма на левом берегу Вислы, оборудовав переправу для подразделений полка.
Указом Президиума Верховного Совета СССР от 27 февраля 1945 года за образцовое выполнение боевых заданий командования на фронте борьбы с немецко-фашистскими захватчиками и проявленные при этом мужество и героизм, старшему лейтенанту Алексею Тимофеевичу Аболихину присвоено звание Героя Советского Союза со вручением ордена Ленина и медали «Золотая Звезда».
Старший лейтенант Алексей Тимофеевич Аболихин погиб 28 марта 1945 года, когда его взвод готовил форсирование реки Одер около города Цедыня (ныне Польша). Алексея Тимофеевича Аболихина похоронили в населённом пункте нем. Klemzow (ныне — пол. Klępicz, гмина Морынь), юго-западнее города Хойна (Польша). Позднее он был перезахоронен на воинском кладбище в городе Щецин.

## Награды
- Медаль «Золотая Звезда» Героя Советского Союза
- Орден Ленина
- Орден Красного Знамени
- Орден Отечественной войны II степени
- Орден Красной Звезды

## Память
- В деревне Дмитровское установлена мемориальная доска.